# Adrian Castro
Adrian Adalberto Castro (* 4. Juni 1990 in Częstochowa) ist ein polnischer Säbel-Rollstuhlfechter beim Integracyjny Klub Sportowy AWF Warszawa.
Adrian Castro hatte 2004 einen Motorradunfall, bei dem seine Wirbelsäule zwischen dem sechsten und achten Brustwirbel gebrochen wurde. Während der Rehabilitation lernte er Rollstuhlfechten kennen und begann 2008 beim Integracyjny Klub Sportowy AWF Warszawa zu trainieren.
Vier Jahre darauf nahm er an den Sommer-Paralympics in London teil und konnte mit dem Säbel den 11. Platz erreichen. 2013 folgte der 3. Platz bei den Weltmeisterschaften in Budapest, und 2014 wurde Adrian Castro Vize-Europameister. Im Jahr darauf erkämpfte er sich Bronze bei der Weltmeisterschaft in Eger und auch bei den Sommer-Paralympics 2016 und den Weltmeisterschaften 2019 in Cheongju errang er den 3. Platz.
Als Teilnehmer der Sommer-Paralympics 2020 konnte er mit dem Säbel in Kategorie B die Silbermedaille erkämpfen.
Adrian Castro arbeitet für das Werbeunternehmen AMS und erhält ein Stipendium von Orlen (Stand 2021).

## Auszeichnungen
- 2016 Verdienstkreuz der Republik Polen in Bronze[6][1]